# Pedro Nunes

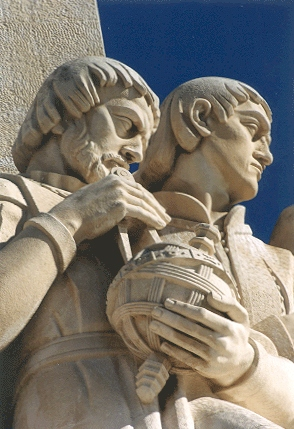
Pedro Nunes (links, Detailansicht) im Padrão dos Descobrimentos, Lissabon

Pedro Nunes (* 1502 in Alcácer do Sal; † 11. August 1578 in Coimbra) war der bekannteste Mathematiker und Astronom Portugals. Die latinisierte Namensform lautet Petrus Nonius beziehungsweise mit zusätzlicher Herkunftsangabe Petrus Nonius Salaciensis.
Bedeutende Leistungen gelangen Nunes in den Bereichen Navigation und Winkelmessung. Er verbesserte das Astrolabium mit einer komplizierten Vorrichtung, die ein genaueres Ablesen der Winkel ermöglichte. Aus dieser Erfindung ging der noch heute gebräuchliche Nonius hervor, der nach ihm benannt wurde.

## Leben
Nunes hatte jüdische Vorfahren und studierte ab etwa 1517 an der Universität von Salamanca (Spanien), an der er 1523 seinen Abschluss (Bakkalaureat) in Medizin machte. Im selben Jahr heiratete er eine Einheimische. Zusammen hatten sie sechs Kinder.
1527 war er wieder in Portugal, wo er bis 1531 den Bruder des Königs Johann III., Ludwig von Portugal (Luis), unterrichtete. Ebenfalls ab 1527 unterrichtete er die Seefahrer Martim Afonso de Sousa und João de Castro in Navigation. 1529 wurde er zum königlichen Kosmographen und 1547 zum Ersten Kosmographen des Königreichs ernannt und war in dieser Funktion vor allem Navigationslehrer.
Im selben Jahr begann er Vorlesungen über Philosophie an der Universität in Lissabon zu halten, an der er 1530 den Lehrstuhl für Logik erhielt. 1532 wechselte er auf einen Lehrstuhl für Metaphysik und erwarb im selben Jahr den Doktortitel in Medizin. Er war auch der Lehrer von Heinrich I., bevor dieser Bischof von Braga wurde. 1544 bis 1561 war er Professor für Mathematik an der Universität Coimbra, wo unter anderem Christophorus Clavius sein Schüler war. Dazwischen lebte er 1557 bis 1561 in Lissabon.
1548 erhielt er vom König den Titel Cavaleiro do Hábito de Cristo.

## Leistungen

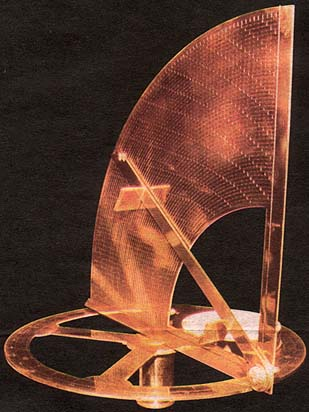
Das von Nunes erfundene Winkelmessgerät

Da eine der Hauptanwendungen der Astronomie die Navigation auf See war, zeigten sich gerade hier Nunes' Fähigkeiten. So befasste er sich mit den Problemen der damals gebräuchlichen sogenannten Plattkarten, die die Erdoberfläche verzerrt wiedergeben aufgrund der konstanten Darstellung von Längengraden in der ebenen Projektion. Er beschrieb als Erster um 1550 die Eigenschaften der Loxodrome, die auf der einfachen Kursbestimmungsregel beruht, immer den gleichen Winkel zum Meridian einzuhalten, in der Mercator-Projektion als Gerade erscheint, aber, wie Nunes erkannte, nicht der kürzesten Verbindung zweier Punkte auf der Erde entspricht.
Nunes führte den nach ihm benannten Nonius ein – als System konzentrischer Kreise, die die Winkelablesung genauer machten. Dies diente unter anderem zur Verbesserung des Astrolabiums, das zu seiner Zeit zum Beispiel von Tycho Brahe und Christoph Clavius benutzt wurde. 1631 beschrieb Pierre Vernier eine vereinfachte Form des Nonius, die den heute bekannten Geräten entspricht.
Nunes hatte zu seiner Zeit einen europaweiten Ruf und beeinflusste unter anderem John Dee.
Der Mondkrater Nonius sowie der Asteroid (5313) Nunes sind nach ihm benannt.

## Schriften

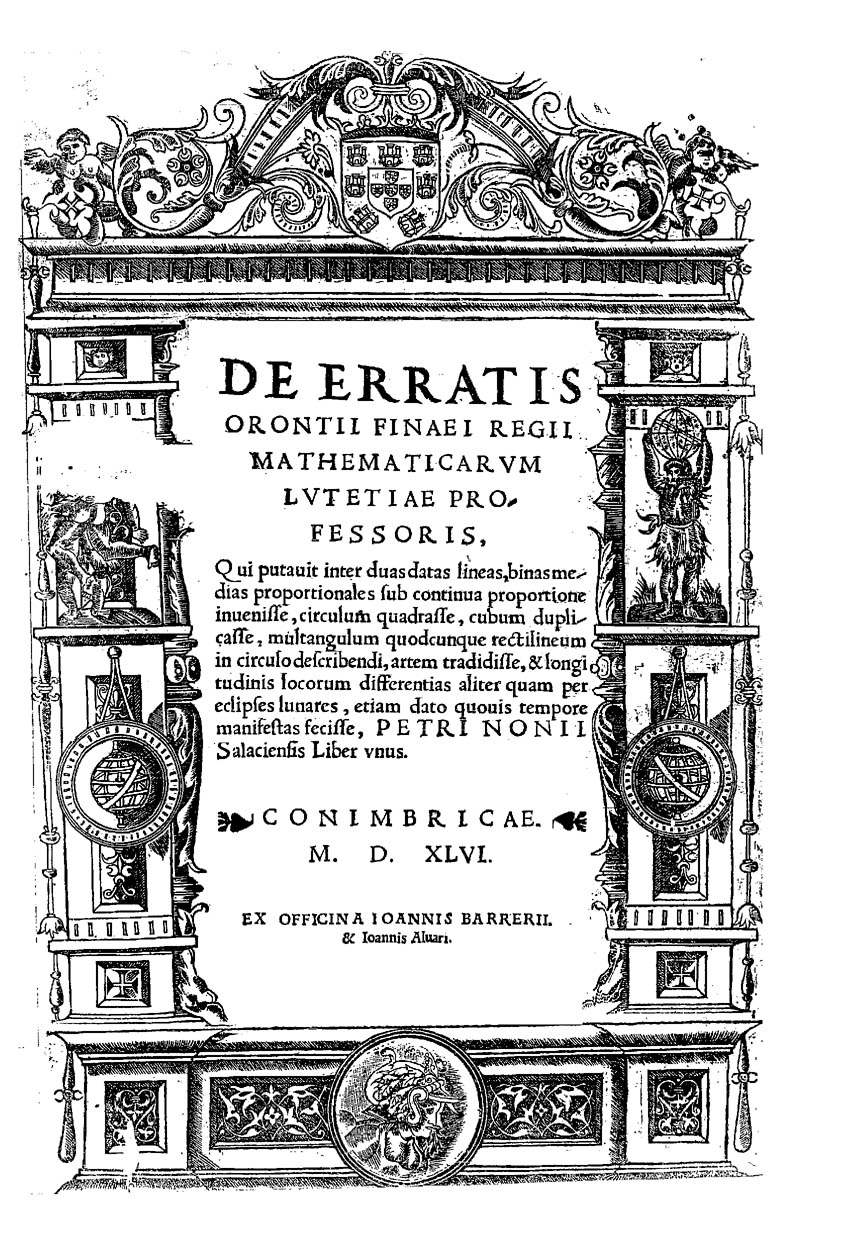
De erratis Orontii Finaei, 1546

- Tratado da sphera com a Theorica do Sol e da Lua. Lissabon 1537. Das Buch beruht auf Übersetzung von Werken von Sacrobosco, Georg von Peuerbach und der Geographie von Claudius Ptolemäus.
- De Crepusculis. Lissabon 1542. 2. Auflage Coimbra 1571. Das Buch behandelt die Länge der Dämmerung.
- De erratis Orontii Finaei. Coimbra 1546. 2. Auflage 1571. Widerlegung der vorgeblichen Lösung der drei klassischen geometrischen Probleme der Winkeldreiteilung, Würfelverdopplung und Kreisquadratur durch Oronce Fine.
- Petri Nonii Salaciensis Opera. 1566. Gesammelte Werke, eine erweiterte Auflage erschien 1573 als De arte atque ratione navigandi.
- Libro de álgebra en arithmética y geometría. Antwerpen 1567. Seine Algebra, an der er seit 1534 schrieb.